# ¡Ay! María/Maestra del amor
¡Ay! María/Maestra del amor è un 45 giri di Rino Gaetano, pubblicato in Spagna nel 1979 dalla RCA Victor.
Rispetto al 45 giri italiano al quale è ispirato (Resta vile maschio, dove vai?/Ahi Maria), sul lato A è presente la canzone ¡Ay! María (versione italiana di Ahi Maria, presente sul lato B del disco italiano) mentre sul lato B è presente Maestra del amor (canzone con la musica di Resta vile maschio, dove vai?, in Italia sul lato A).

## Il disco
La copertina del disco è praticamente identica a quella del 45 giri Resta vile maschio, dove vai?/Ahi Maria, tranne che per la scritta in cima alla copertina, che dice Rino Gaetano en español e riporta inoltre solo la canzone sul lato A, ossia ¡Ay! María.

### ¡Ay! María
La canzone è praticamente la traduzione in spagnolo di Ahi Maria, con qualche variazione nel testo.

### Maestra del amor
La canzone ha la stessa musica di Resta vile maschio, dove vai?, ma ha un testo totalmente diverso e totalmente in spagnolo se non per qualche parola in inglese detta dalle voci femminili della canzone.

## Tracce
1. ¡Ay! María
2. Maestra del amor